# Epidendrum ciliare
Epidendrum ciliare är en orkidéart som beskrevs av Carl von Linné. Epidendrum ciliare ingår i släktet Epidendrum och familjen orkidéer. Inga underarter finns listade i Catalogue of Life.

## Bildgalleri

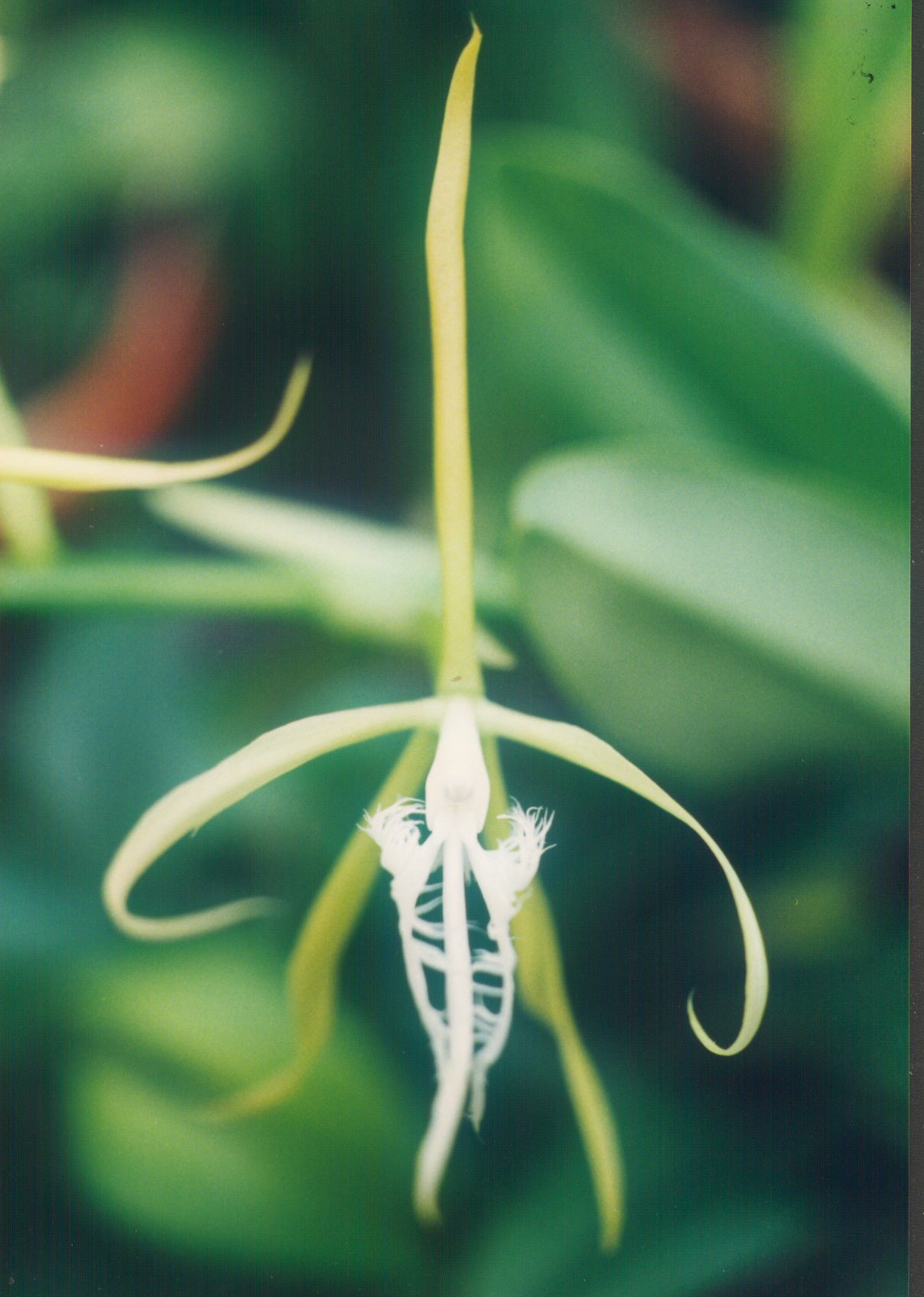
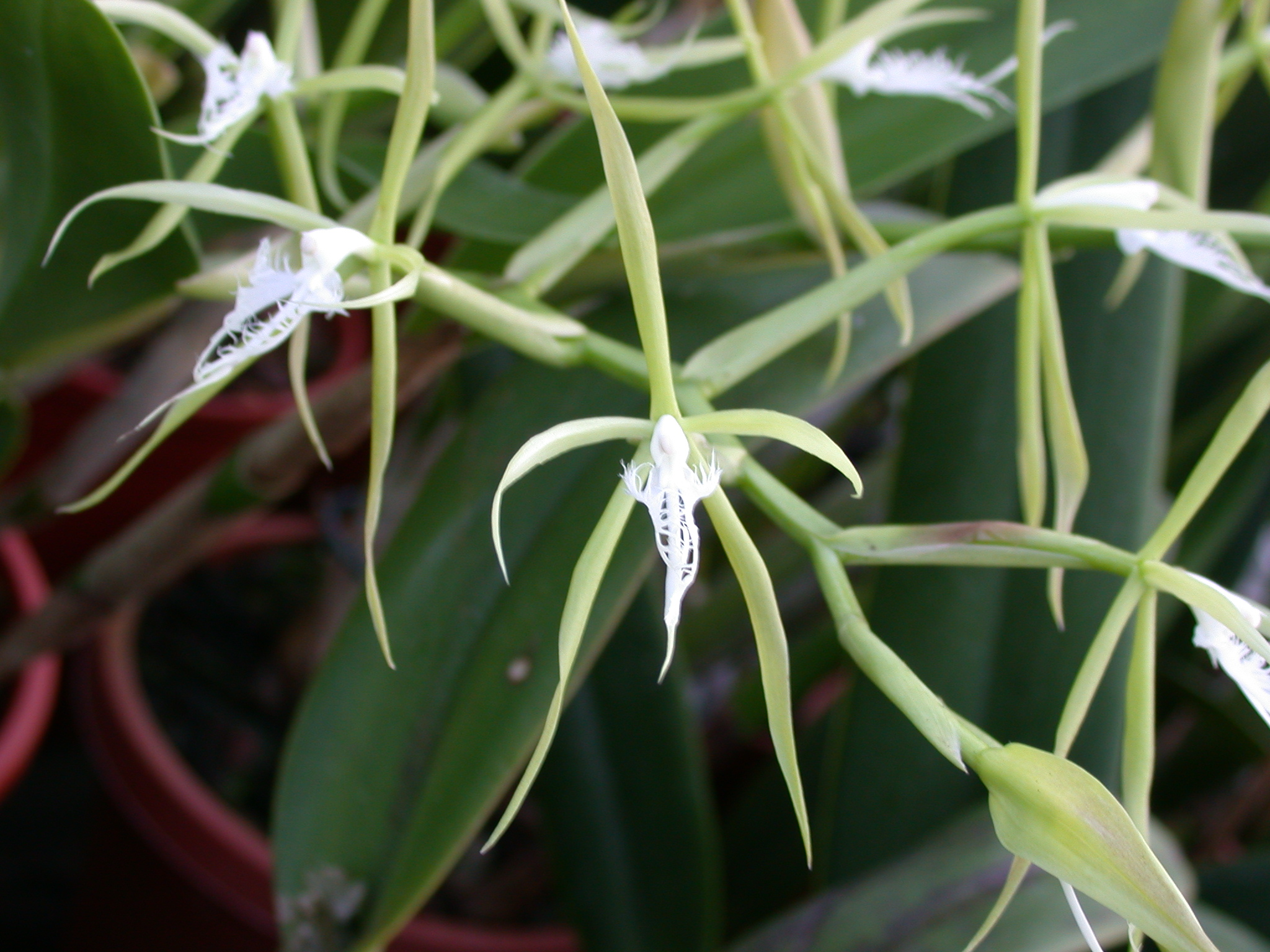
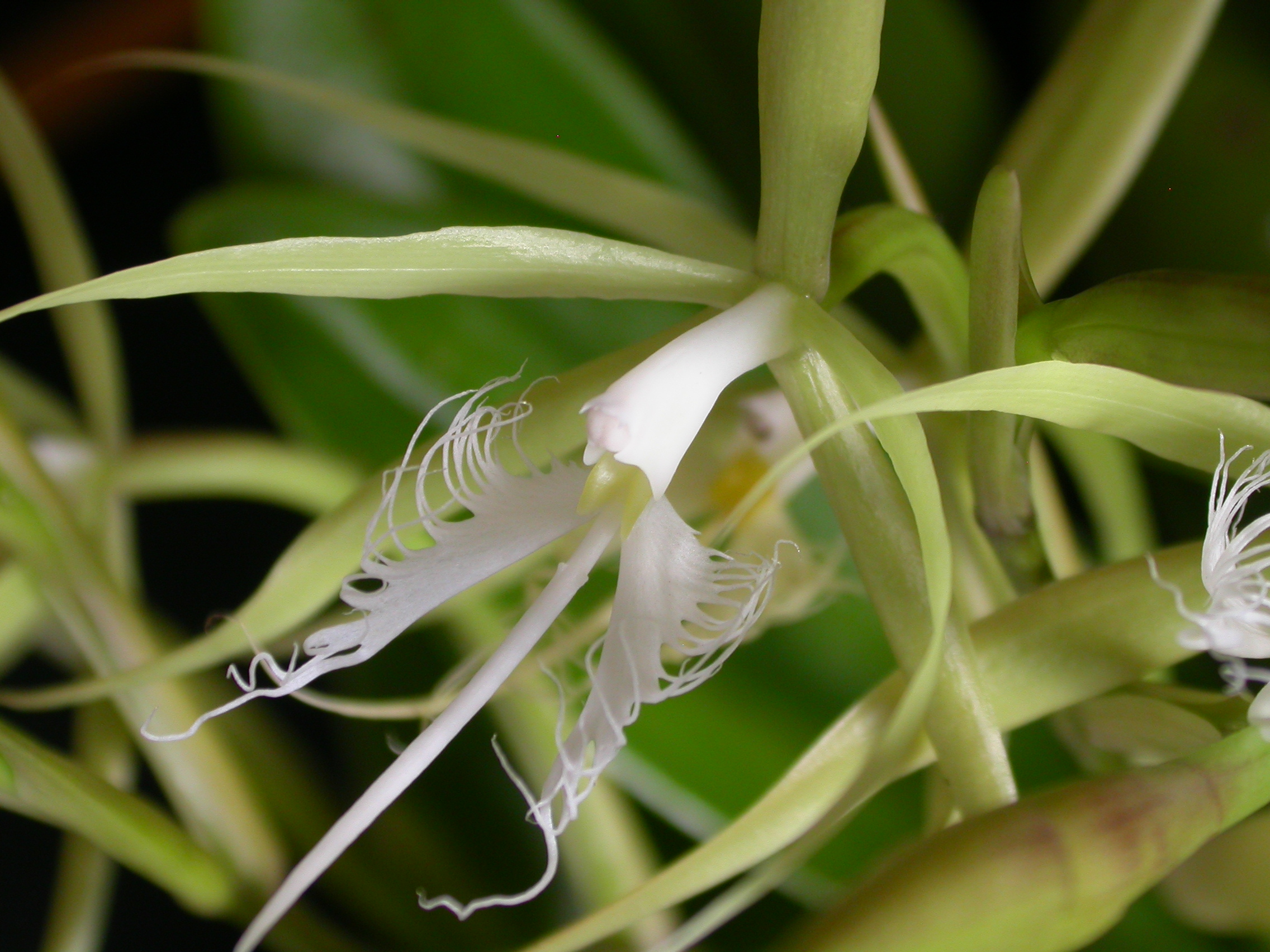
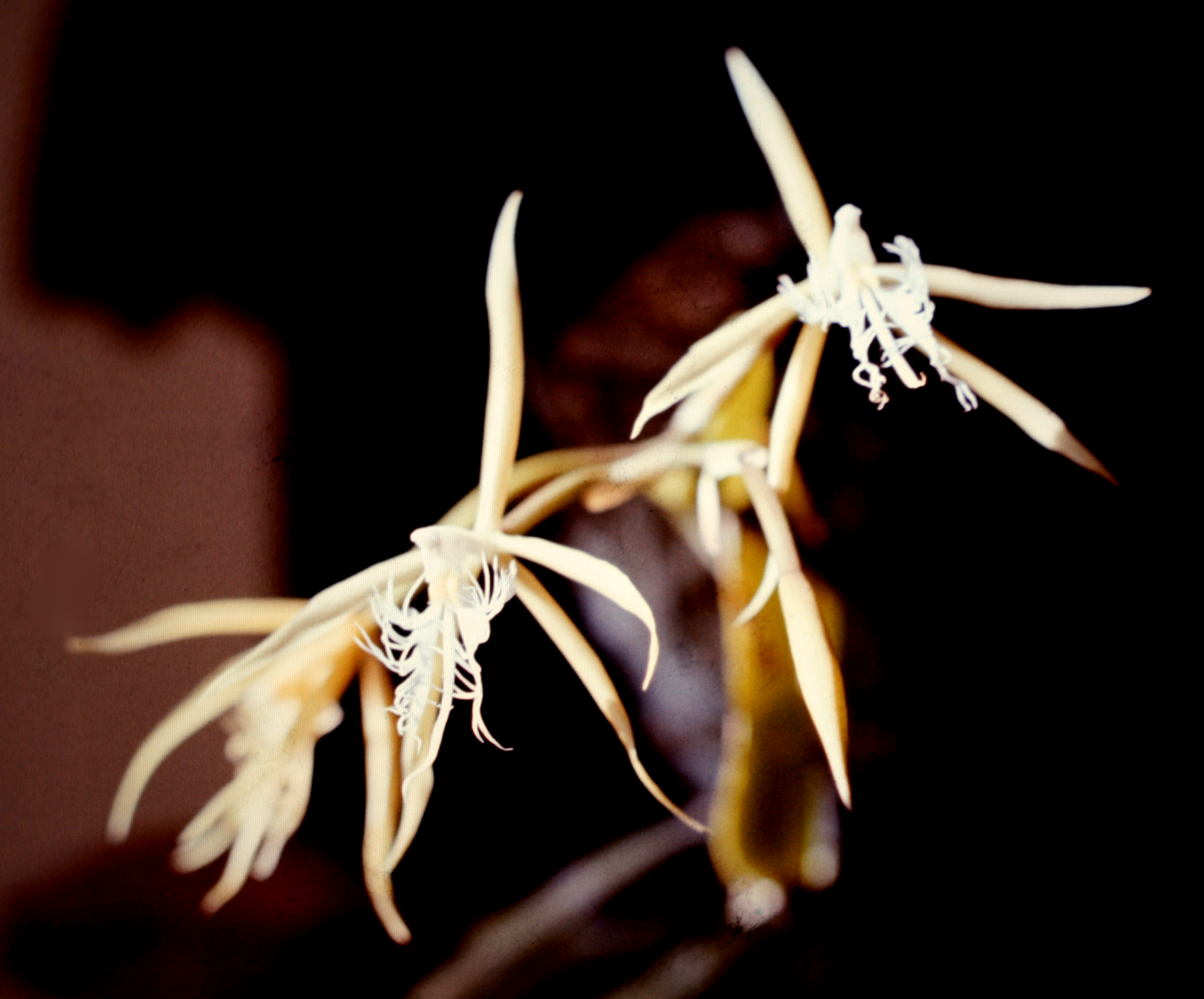